# Becoming (álbum de Abigail Williams)
Becoming es el tercer álbum de la banda estadounidense de black metal Abigail Williams. Fue lanzado el 24 de enero de 2012 por la discográfica Candlelight Records.
Tras una intensa serie de conciertos en Trenton, Nueva Jersey, Abigail Williams proporcionó apoyo a la famosa banda noruega Mayhem en su gira masiva de treinta y seis días por Norteamérica. Hate, Keep of Kalessin y Woe también los acompañaron el resto de la gira, tocando en alrededor de ocho presentaciones.
Después de la gira con Mayhem, Abigail Williams continuó realizando conciertos iniciando el año y promocionando este material, sirviendo también de apoyo para Dark Funeral y Deicide.
Este álbum marca otro cambio en el estilo de la banda, ya que se enfoca en un black metal con mucha influencia de metal atmosférico y metal progresivo.

## Lista de canciones
| N.º | Título                    | Duración |  |
| 1.  | «Ascension Sickness»      | 11:12    |  |
| 2.  | «Radiance»                | 5:33     |  |
| 3.  | «Elestal»                 | 8:12     |  |
| 4.  | «Infinite Fields of Mind» | 10:11    |  |
| 5.  | «Three Days of Darkness»  | 2:27     |  |
| 6.  | «Beyond the Veil»         | 17:31    |  |

## Créditos
Abigail Williams
- Ken Sorceron - Guitarra, Voz
- Ian Jekelis - Guitarra
- Griffin Wotawa - Bajo
- Zach Gibson - Batería

Invitados
- Ashley Ellyllon Jurgenmeyer – teclados
- Sarah Batgirl Chaffee – Chelo